# Готвальд, Иосиф Фёдорович
Иосиф (Йозеф) Фёдорович Готвальд (13 октября 1813, Силезия — 7 августа 1897, Казань) — известный ориенталист, профессор арабского и персидского языков.

## Биография
Сын чиновника. Получив начальное образование в гимназии родного города, в 1832 году поступил в Бреславский университет, которым в 1836 году и удостоен степени доктора философии. Приехав в 1838 году в Россию, 30 декабря 1841 года благодаря протекции академика Френа, определён на службу в Восточное отделение Императорской публичной библиотеки исполняющего должность библиотекаря. 16 июня 1844 года утвержден в этой должности. 19 апреля 1846 года привлечён к участию в трудах учрежденного при втором отделении собственной Его Императорского Величества канцелярии комитета для составления свода мусульманских узаконений.
12 сентября 1849 года назначен в Казанский университет ординарным профессором арабского и персидского языков. 24 января 1850 года определён библиотекарем университета, каковую должность исправлял до самой отставки. 1 июля 1855 года при перемещении в Санкт-Петербургский университет Разряда восточной словесности, оставлен внештатным профессором, оставшись в должности библиотекаря и цензора восточных книг. В 1855 году сопровождал в Санкт-Петербург транспорт книг и пособий, отошедших к Петербургскому университету вместе с Восточным разрядом. В 1855 году принял русское подданство.
С 1857 по 1884 годы состоял начальником университетской типографии. С 11 ноября 1859 по 7 января 1862 года Готвальду поручалось временное преподавание английского языка. С 1860 по 1875 год нес также обязанности Казанского отдельного цензора. В 1861 году баллотировался на восстановленную в Казанском университете кафедру арабского языка, но не получил большинства голосов. Был избран членом-корреспондентом Петербургской Академии наук (1870). 27 мая 1895 года избран почетным членом университета. 10 мая 1897 года уволен по болезни от службы. Скончался в Казани 7 августа 1897 года, завещав Казанскому университету свою библиотеку и собрание рукописей.

## Труды
- Описание арабских рукописей, принадлежавших Библиотеке Казанского университета // Казань : Унив. тип., [1855]
- Опыт арабско-русского словаря на Коран, семь моаллакат и стихотворения Имрулькейса // Казань : Унив. тип., 1863
- Разбор сочинения г. Хвольсона: «Известия о хозарах, бургасах, болгарах, мадьярах, славянах и руссах, арабского писателя X века Ибн-Дасты». Спб. 1869 / Сост. И. Ф. Готвальдом Санкт-Петербург : тип. Имп. Акад. наук, 1872